# Plamen Krastev
Plamen Krastev (Bulgaria, 18 de noviembre de 1958) es un atleta búlgaro retirado especializado en la prueba de 60 m vallas, en la que consiguió ser subcampeón europeo en pista cubierta en 1982.

## Carrera deportiva
En el Campeonato Europeo de Atletismo en Pista Cubierta de 1982 ganó la medalla de plata en los 60 m vallas, con un tiempo de 7.74 segundos, tras el soviético Aleksandr Puchkov y por delante del alemán Karl-Werner Dönges.